# Nolan (entreprise)
 (janvier 2020).
Nolan est une entreprise italienne spécialisée dans la fabrication de casques de moto.

## Histoire
Nolan est fondée en 1972 par Lander Nocchi, un entrepreneur dans le secteur des accessoires de moto à Brembate di Sopra. Nolan est composé du nom et prénom du fondateur Nocchi Lander.
En 1979, l’entreprise innove avec l’arrivée de Marzio, fils du fondateur, en développant une visière à mécanisme ressort-piston. Quelques années plus tard, en 1986, à la suite de la loi rendant le port du casque obligatoire en Italie, un diplômé de l’université Bocconi, Alberto Vergani, prend les rênes du marketing. Son influence se fait rapidement sentir : les ventes explosent. De nombreuses avancées technologiques voient alors le jour, comme le système microlock de fermeture ou des casques conçus pour atténuer les nuisances sonores. À cette époque, l’ingénieur acousticien — et ex-ministre de la Ligue du Nord — Roberto Castelli rejoint également le projet.
Dans une volonté de croissance fulgurante, la marque se lance dans une stratégie de diversification pour viser les cent milliards de chiffre d’affaires. Mais ces choix pèsent sur la santé financière de l’entreprise. En 1990, la famille Nocchi cède la société à Finprogetti, groupe dirigé par Carlo Patrucco, industriel du Piémont et vice-président de la Confindustria. Ambitieux, Patrucco rachète notamment 68 % d’AGV et s’engage en Formule 1 en créant l’écurie Modena, qui court brièvement avec une voiture conçue par Mauro Forghieri, la Lambo. Le projet, trop audacieux, ne dure que trois Grands Prix.
En 1993, Nolan est reprise de justesse par une équipe composée de ses dirigeants, salariés et distributeurs — un collectif surnommé « la bande de cinglés » — parmi lesquels figurent Gabriel Casartelli (PDG de NKF et importateur France), Alberto Vergani, Domenico Maggioni, Gabrio Gnocchi et Ermanno Frigeni.
Nolan fabrique tous les composants de leurs casques en interne. Nolan fabrique également la marque de casque X-Lite, ainsi que la gamme de casques Grex pour les nouveaux pilotes.
Les pilotes de moto Casey Stoner et Marco Melandri ont utilisé des casques de marque Nolan au cours de leur carrière. Dans le passé, d'autres pilotes de moto importants comme Ricardo Tormo ont également utilisé des casques Nolan.

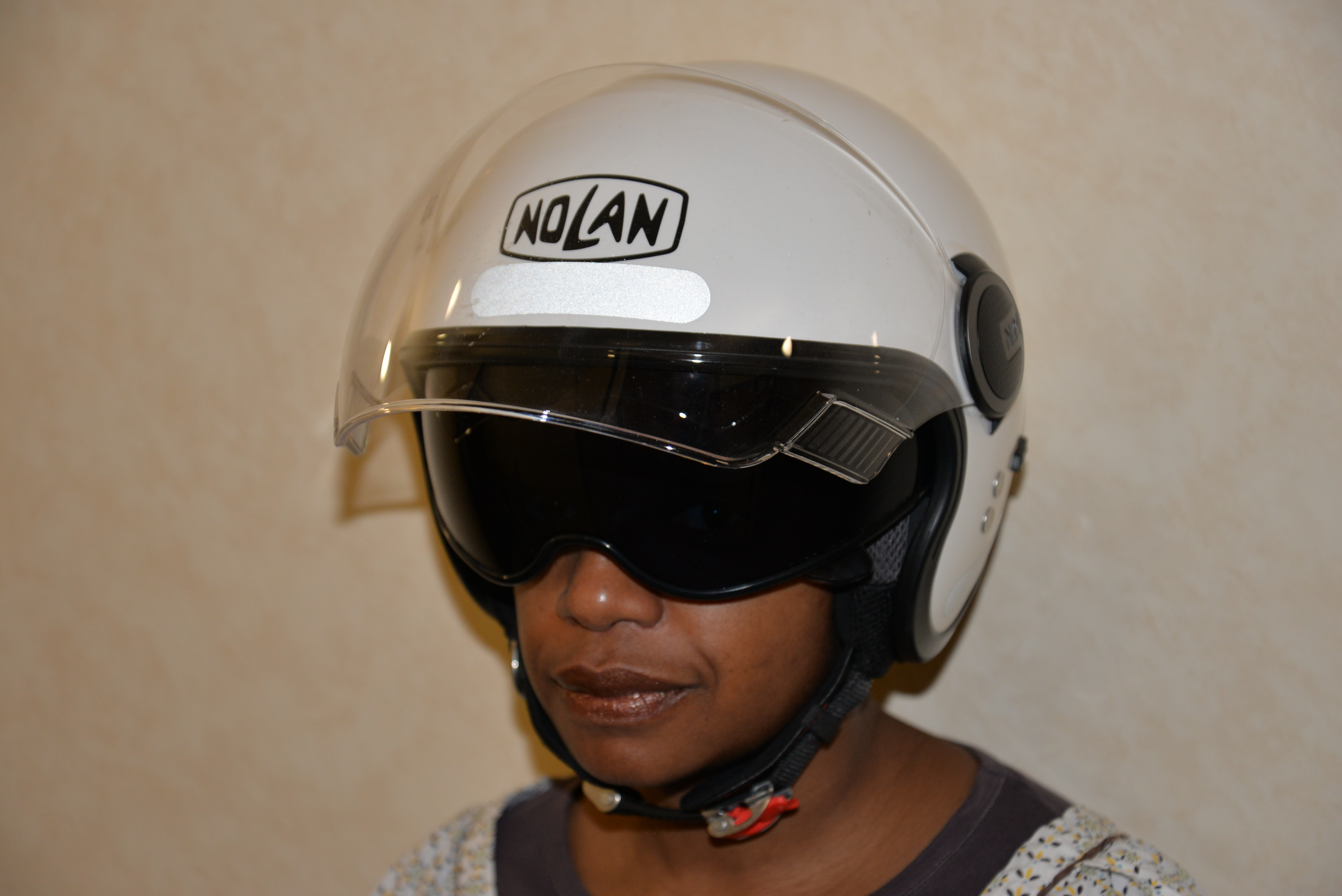
Casque Nolan N21 Visor.

## Sponsor
- Chaz Davies (X-lite x-802)
- Casey Stoner (Nolan x-802)
- Jorge Lorenzo (X-lite x-802)
- Carlos Checa (X-lite x-802)
- Marco Melandri (Nolan x-802)
- Ayrton Badovini (X-lite x-802)
- Fabrizio Pirovano (X-lite x-802)